# Parque Nacional de Phong Nha-Kẻ Bàng
Phong Nha-Ke Bang é um parque nacional na província vietnamita de Quang Binh. O parque está 50 km a norte de Dong Hoi, 450 km a sul de Hanói, e foi reconhecido em 2003 como sítio de Património Mundial Natural pela UNESCO.
As formações cársticas do local evoluíram desde o Paleozoico (há cerca de 400 milhões de anos), e é a mais antiga grande área cárstica na Ásia. Sujeita a enormes alterações tectónicas, a paisagem cárstica do parque é extremamente complexa com muitas características geomorfológicas de considerável significado. A vasta área, estendendo-se até à fronteira Laos-Vietname, contém espetaculares formações, incluindo 65 km de cavernas e rios subterrâneos.
Foi reconhecido património mundial, aquando da 27.ª sessão plenária do Comité internacional do património mundial da UNESCO, realizada entre 30 de junho e 5 de julho de 2003 em Paris. O parque nacional de Phong Nha-Kẻ Bàng foi reconhecido pela UNESCO pois "apresenta um número impressionante de testemunhos da história da Terra" e "situa-se num sítio de importância considerável para melhorar os nossos conhecimentos da história geológica, geomorfológica e geocronológica da região". O parque figura entre uma lista de 174 bens naturais repartidos nos 186 estados que têm ratificado a convenção do património mundial da UNESCO.
Em abril de 2009, investigadores britânicos descobriram a maior caverna do mundo no Vietname, chamada "Seu Dông". De acordo com o jornal The Daily Telegraph, a cavidade teria 200 metros por 150 metros, ou seja duas vezes as dimensões da maior caverna descoberta antes desta, situada na Malásia. É uma caverna com 6,5 km de comprimento. Os exploradores identificaram em Phong Nha-Ke Bàng um total de 20 cavidades, com comprimento acumulado de cerca de 36 km, levando o número de sítios espeleológicos da região para 150. O sistema das cavernas de Phong Nha estende-se por um comprimento total de 62 km, de acordo com o novo número fornecido pelos exploradores britânicos.
O território do parque é uma das duas maiores regiões de pedra calcária do mundo e o sítio tem várias centenas de cavernas e grutas. Os corredores subterrâneos longos são adornados com estalactites e estalagmites.. Em 2005, uma nova espécie de lagartixa foi descoberta aqui.

## As cavernas
No sistema de grutas do Parque Nacional de Phong Nha-Ke Bang, no Vietname fica aquela que é considerada a maior do mundo. Um túnel liga a gruta de Son Doong a outra, conhecida como Hang Thung, também enorme.
A gruta de Son Doong conta com um total de 38,5 milhões de metros cúbicos de água. Quando for reconhecida oficialmente a ligação à de Hang Thun, estaremos a falar de um volume de 1,6 milhões de metros cúbicos de água adicionais.

## Turismo
O parque é acessível pela estrada (estrada 1A ou pela estrada de Ho Chi Minh e está a 450 km a sul de Hà Nội, 50 quilómetros a norte de Dong Hoi e a 210 km de Huế); por via férrea é servido pela estação de Đồng Hới; por via aérea graças ao Aeroporto de Dong Hoi (aeroporto internacional Nội Bài em Hà Nội e Aeroporto Internacional Tan Son Nhat na cidade de Ho Chi Minh até ao verão de 2009). O número de turistas aumentou consideravelmente desde que o parque foi classificado pela UNESCO.

## Galeria

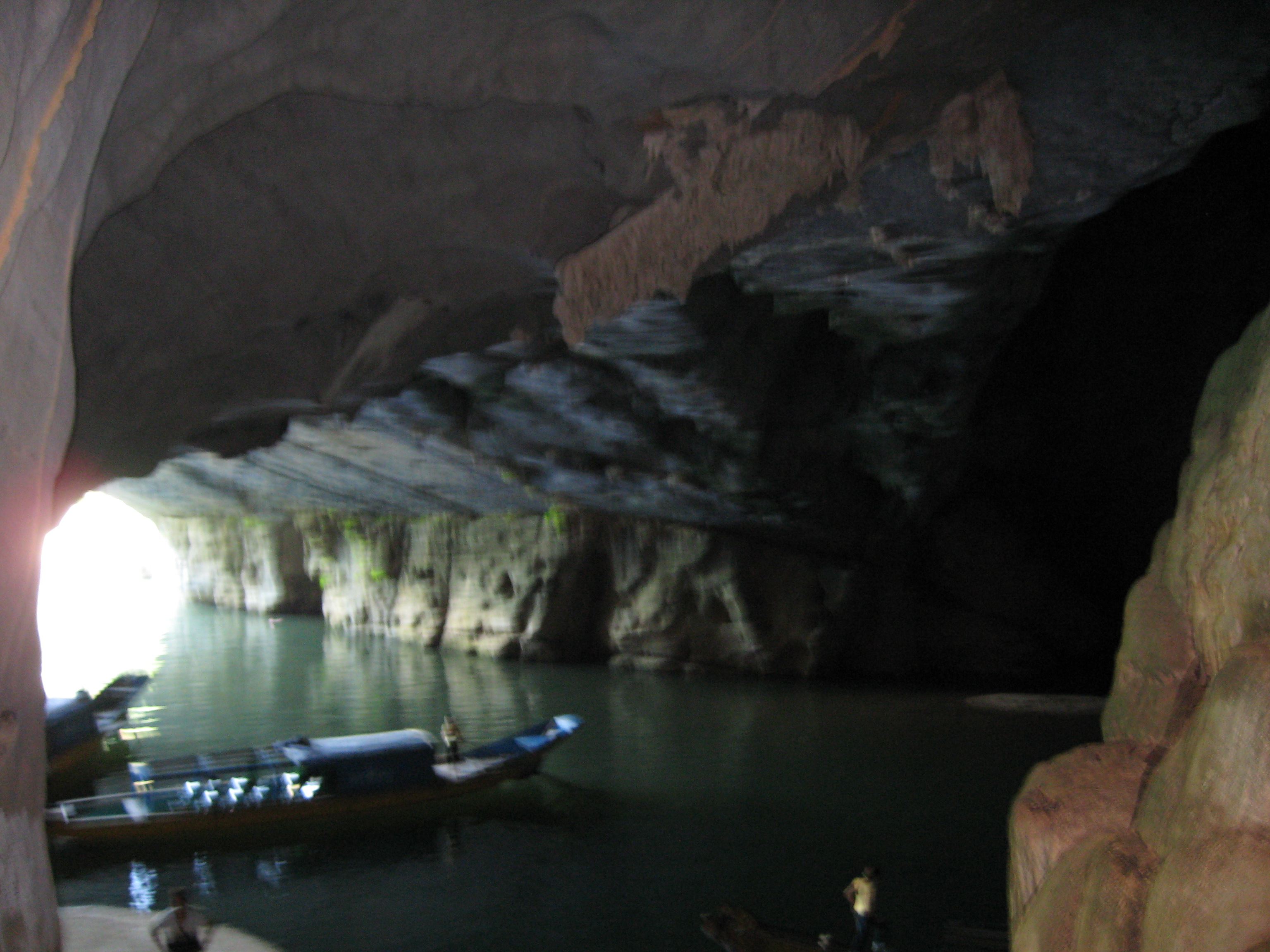
Phong Nha-Ke Bang
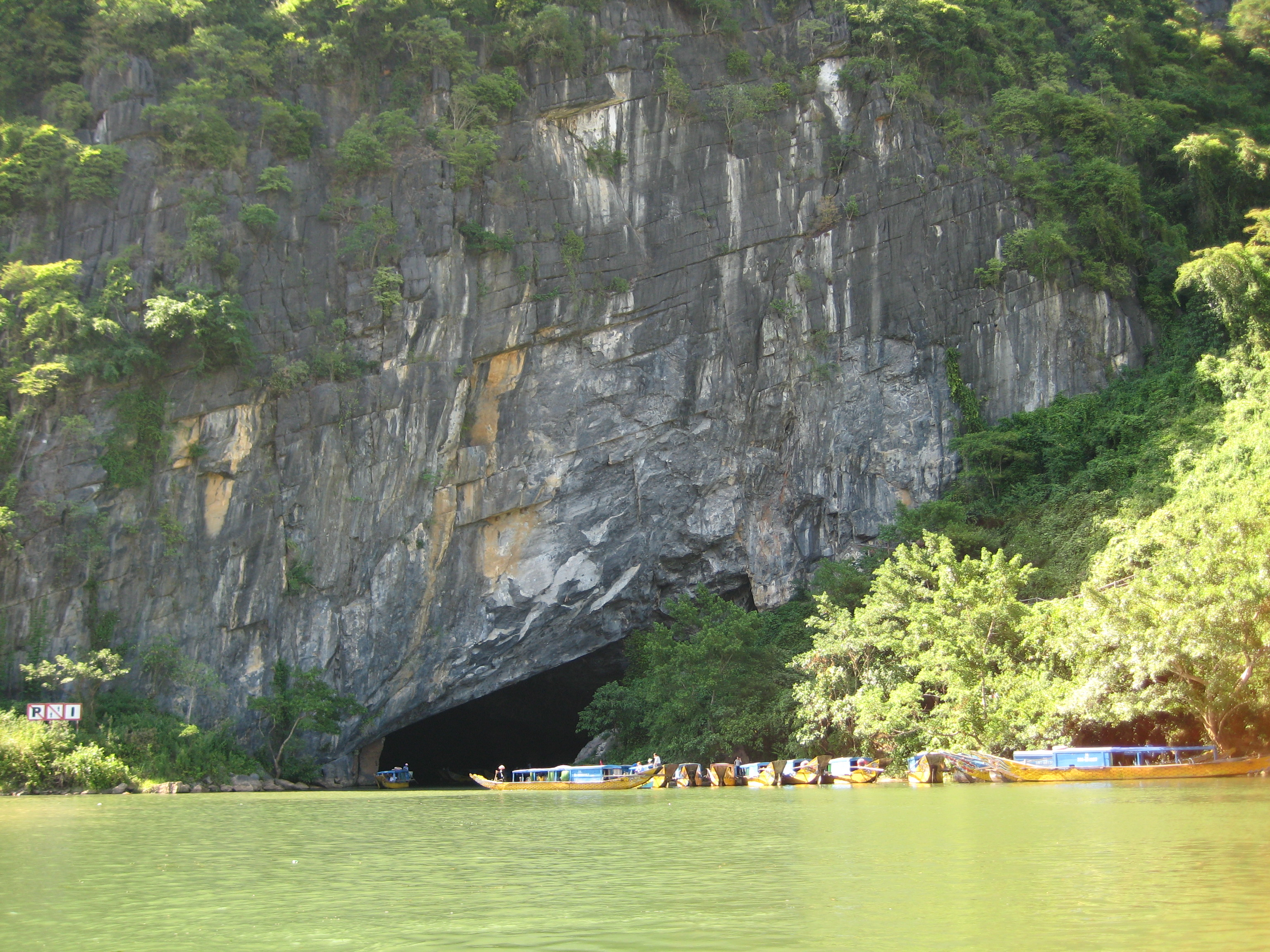
Phong Nha
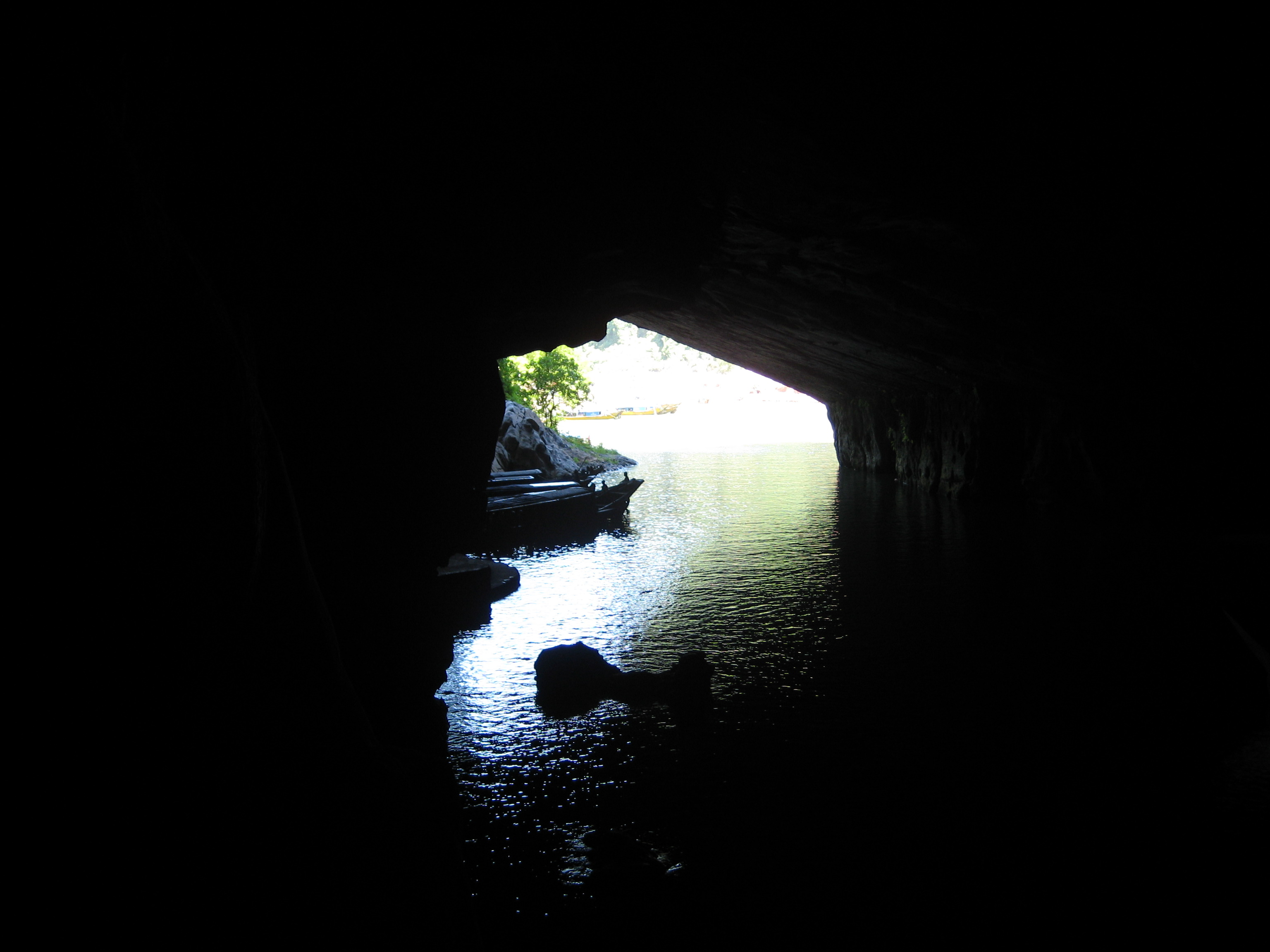
Phong Nha
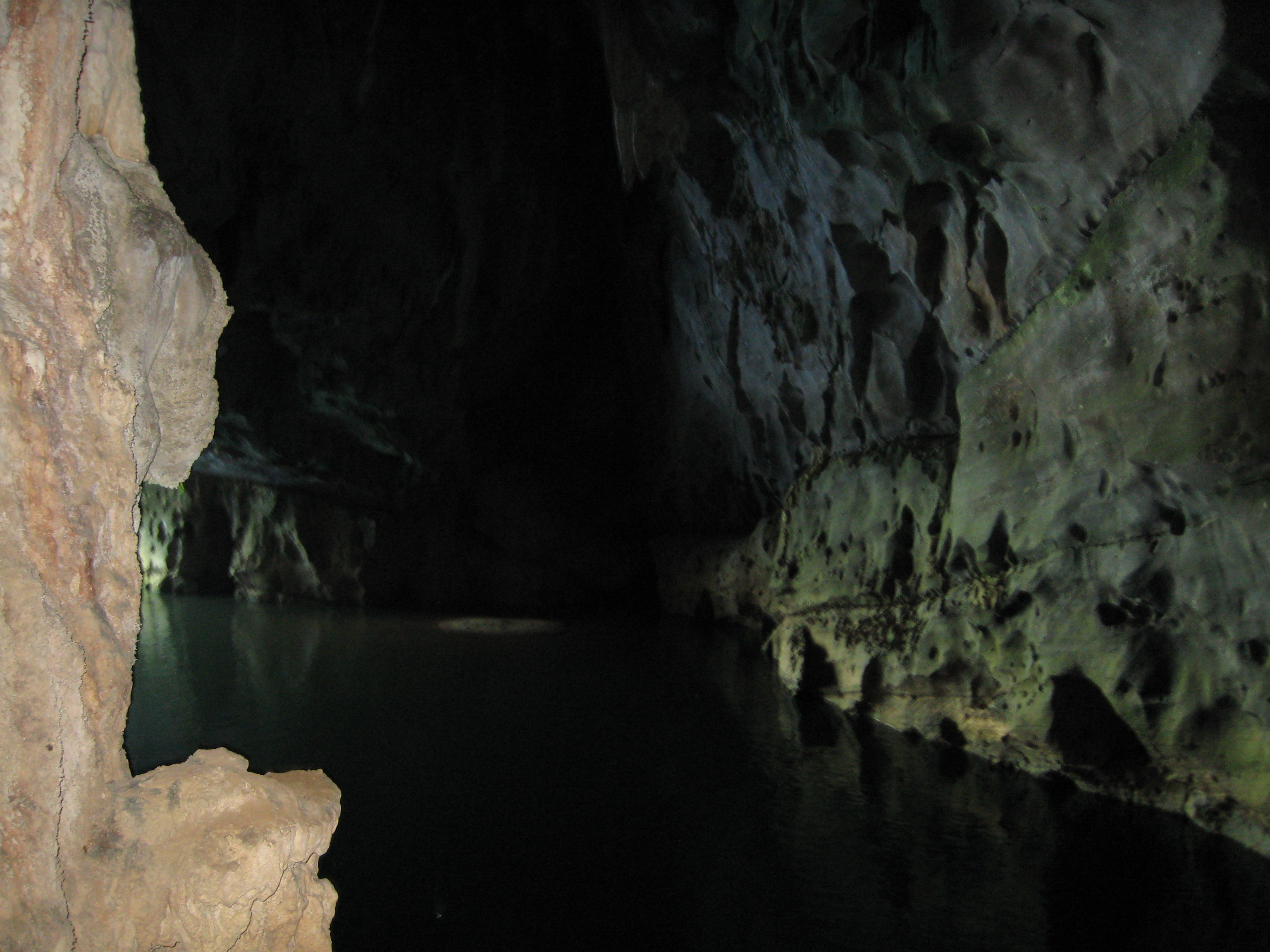
Phong Nha-Ke Bang
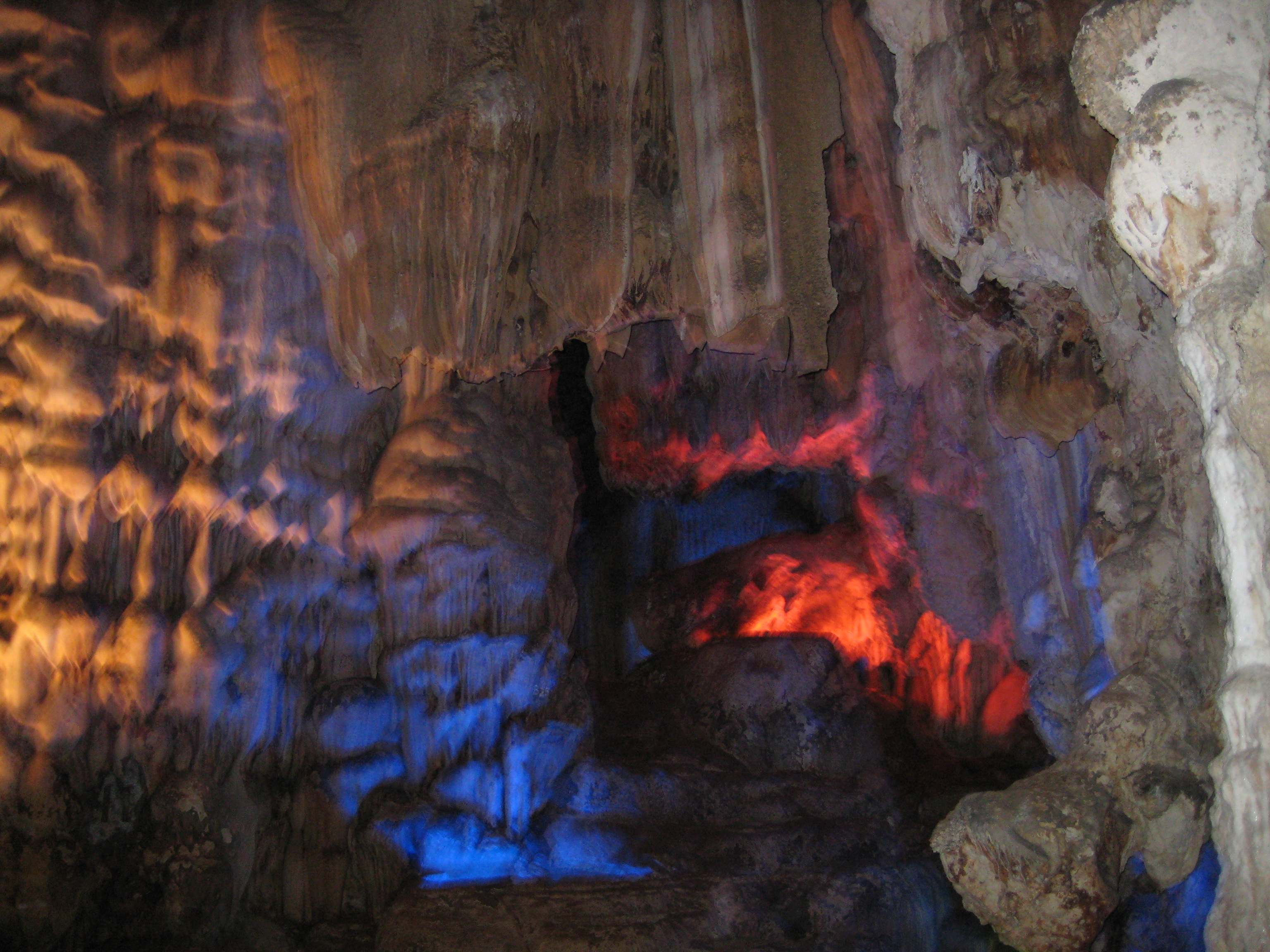
Phong Nha
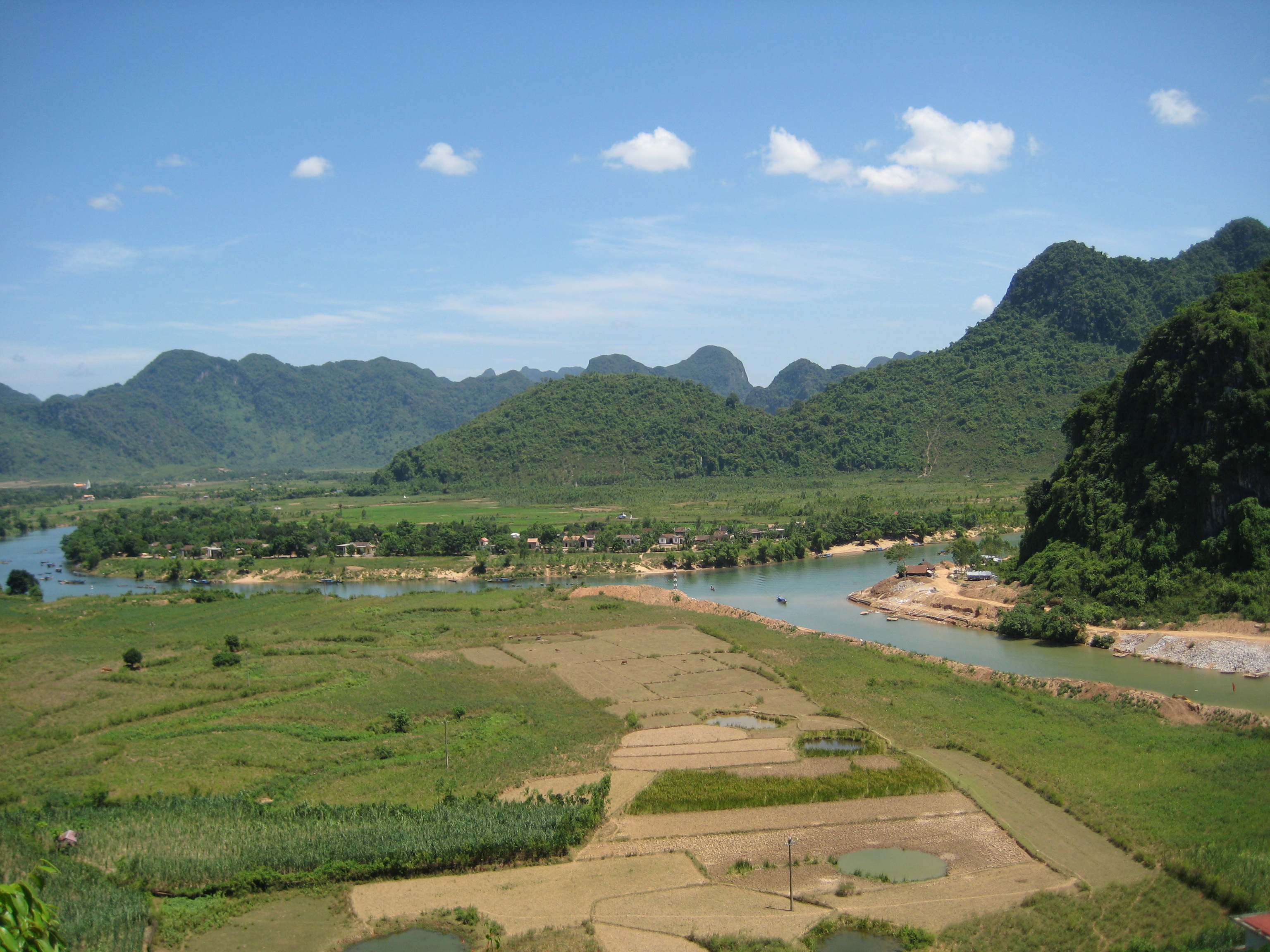
Phong Nha-Ke Bang
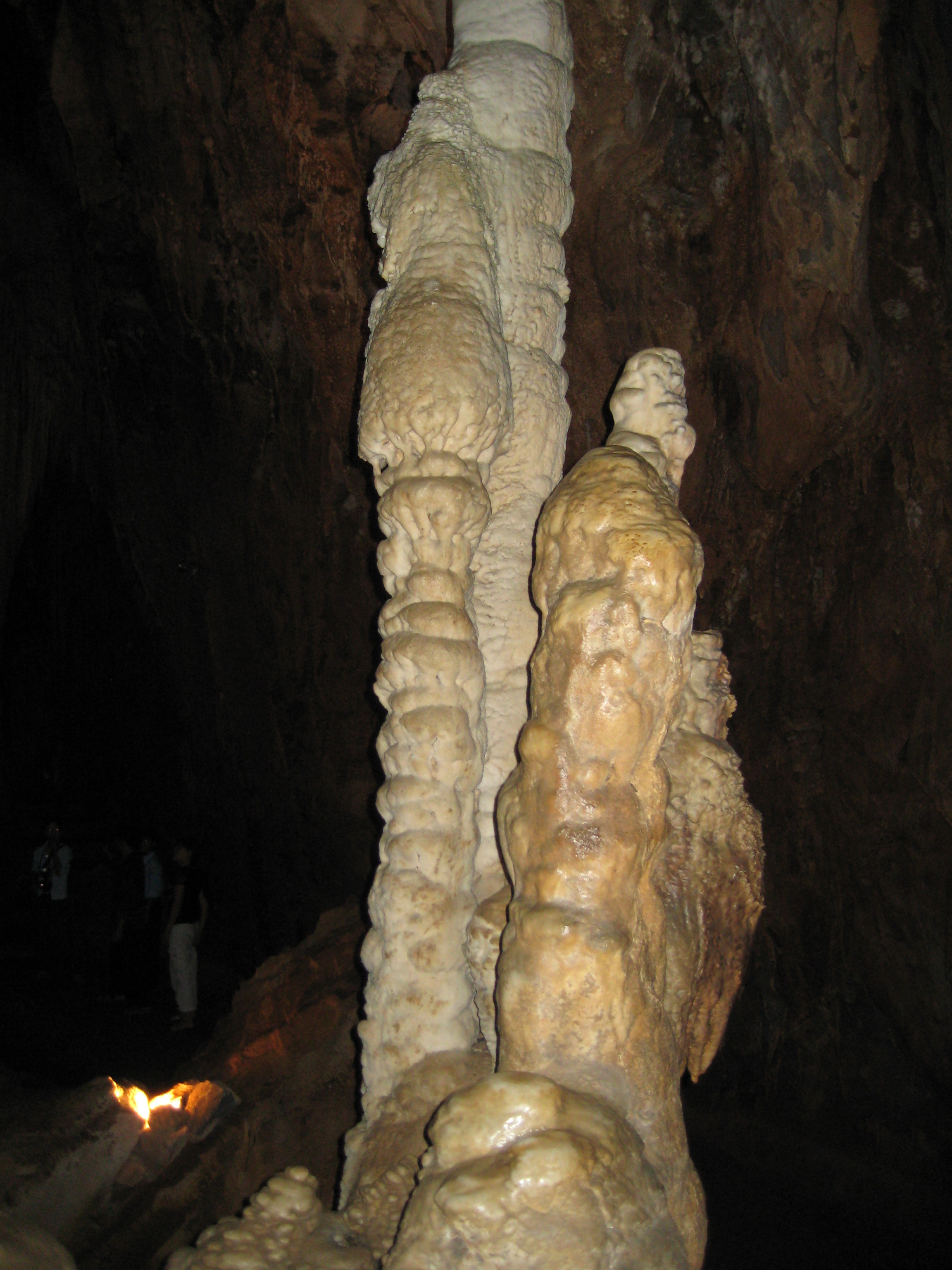
Phong Nha-Ke Bang
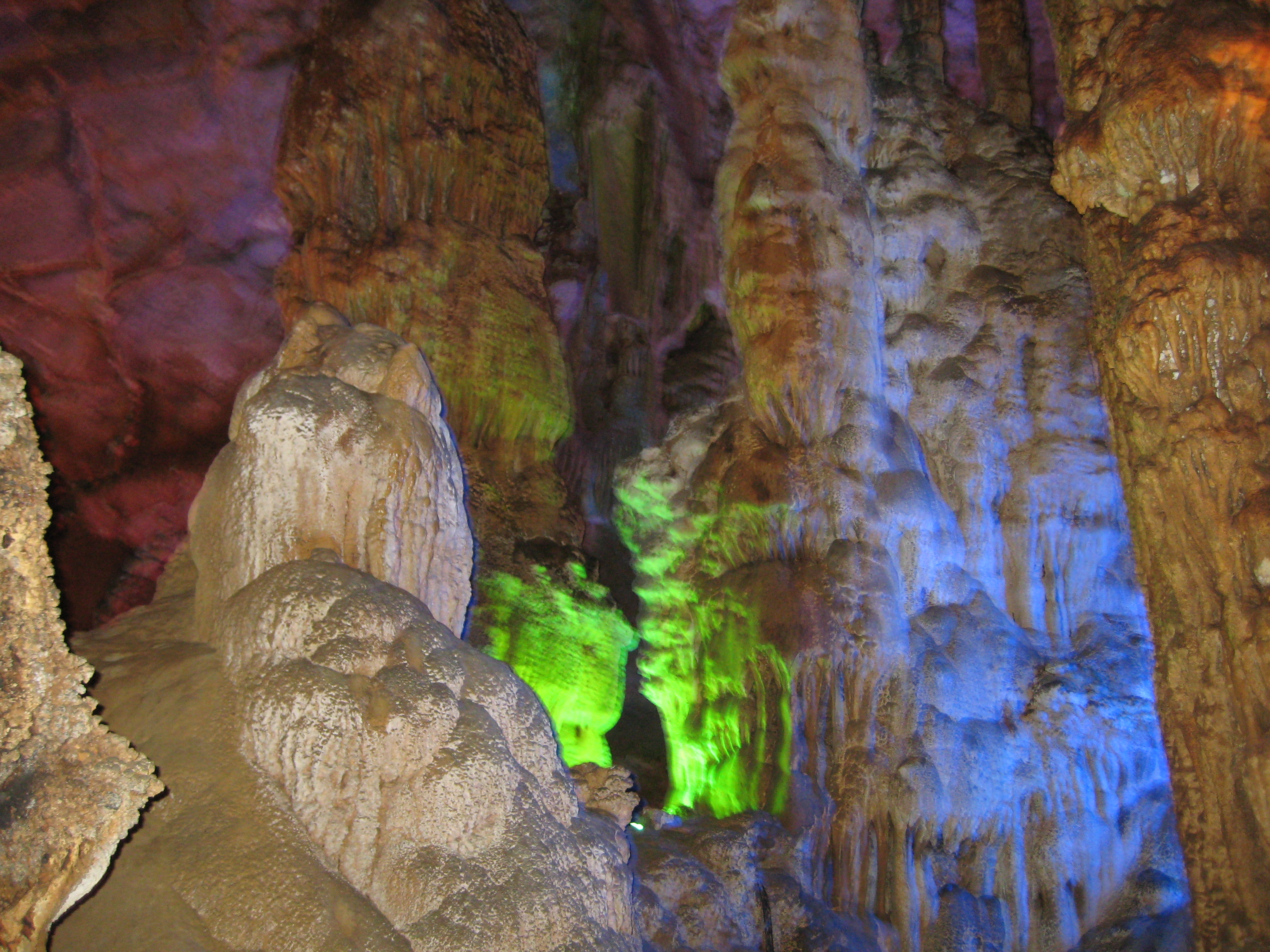
Phong Nha-Ke Bang
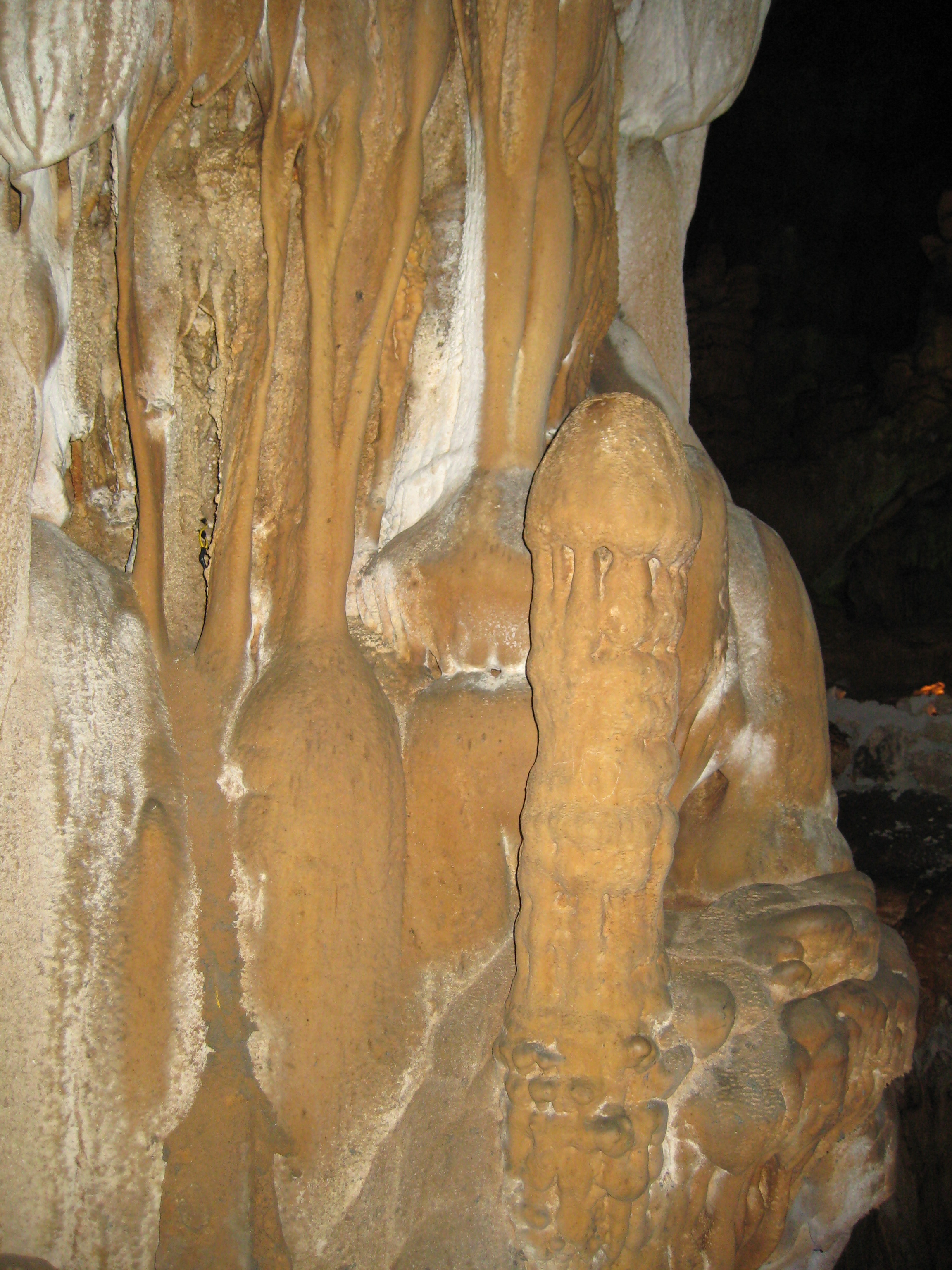
Phong Nha-Ke Bang
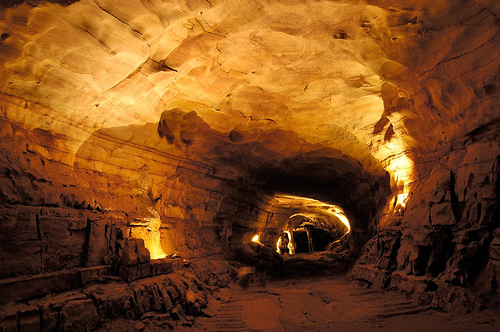
Phong Nha-Ke Bang
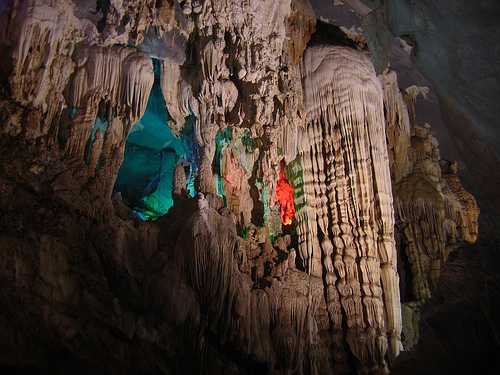
Phong Nha-Ke Bang